# Joachim Gehrmann
Joachim Gehrmann (* 15. Mai 1965) ist ein ehemaliger deutscher Fußballspieler. 
Gehrmann war von 1984 bis 1987 im Kader von Borussia Mönchengladbach. In der 2. Bundesliga spielte er für den TSV Havelse und für den VfB Oldenburg. 
Gehrmann bestritt kein Bundesligaspiel, jedoch 68 Spiele in der 2. Liga, in denen ihm 2 Tore gelangen. Derzeit ist Joachim Gehrmann Trainer der A-Jugend des TSV Havelse. 